# 後藤正之
後藤 正之（ごとう まさゆき）は、日本の経済官僚。財務省財務総合政策研究所次長や、農林水産省大臣官房政策評価審議官、大阪大学大学院国際公共政策研究科教授などを歴任した。

## 人物・経歴
神奈川県立横浜翠嵐高等学校を経て、1980年に横浜国立大学経済学部卒業後、経済企画庁に入庁し、経済白書作成や、国民経済計算等に従事した。
1986年経済協力開発機構（OECD) 経済統計総局国別審査局国別審査第1課エコノミスト（日本・アイルランド経済調査）。2006年内閣府経済社会総合研究所国民経済計算部長。2007年財務省財務総合政策研究所次長。2009年三菱UFJリサーチ&コンサルティング調査部主任研究員。
2011年内閣府大臣官房審議官（大臣官房担当）。同年農林水産省大臣官房政策評価審議官。2014年大阪大学大学院国際公共政策研究科教授。2016年内閣府大臣官房付、退官。同年長崎県立大学地域創造学部実践経済学科教授。